# Združene države Velike Avstrije
Združene države Velike Avstrije (nemško Vereinigte Staaten von Groß-Österreich) je bil predlog oblikovanja federacije na tleh nekdanje Avstro-Ogrske, ki ga je podpirala skupina intelektualcev okrog nadvojvode Franca Ferdinanda. Idejo je leta 1906 dodelal Aurel Constantin Popovici, a ni nikoli prišlo do njenega uresničenja.

## Zgodovinsko ozadje
Utopične vizije Donavske federacije so se pojavile že leta 1842 v stari Avstriji. Po pomladi narodov leta 1848 so se pojaville številne federalistične ideje za reformiranje Habsburške monarhije, med njimi tudi ideja Františka Palackýja, ki je predlagal delitev monarhije na osem nacionalnih enot. Leta 1906 je dodelano verzijo srednje-evropske federacije v Leipzigu objavil romunski politik Aurel Popovici, ki se je naslanjal na razmišljanja iz skupine okrog prestolonaslednika Franca Ferdinanda. Ideja je nastala kot predlog za izhod iz nacionalne krize habsburške monarhije, pri čemer je zanimivo, da je bila oblikovana v konservativnih krogih.

## Ideja Združenih držav Velike Avstrije
Popovici je spisal kratko ustavo Združenih držav Velike Avstrije. Federalna država naj bi bila sestavljena iz petnajstih nacionalnih držav, ki naj bi tudi same imele svoje lastne ustave. Združene države Velike Avstrije naj bi s svojimi avtonomnimi nacionalnimi federativnimi enotami obsegale vse tedanje avstro-ogrsko ozemlje, razen Bosne in Hercegovine in sicer sledeče enote:
1. Nemška Avstrija- ki zajema ožjo Avstrijo, a brez dela Tirolske in brez dela Koroške, obenem pa tudi z južno Češko in z južno Moravsko;
2. Nemška Češka – ki zajema severozahodno Češko;
3. Nemška Moravska- ki zajema severno Moravsko oziroma Šlezijo;
4. Češka – ki zajema področja, naseljena s Čehi, Moravci in Šlezijci;
5. Zahodna Galicija – ki zajema poljska področja;
6. Vzhodna Galicija – ki zajema področja Rusinov;
7. Sedmograška – ki zajema področja transilvanske Romunije;
8. Hrvaška – ki poleg ožje Hrvaške z Vojno krajino zajema tudi Medžimurje , Dalmacijo, hrvaško Istro in Reko;
9. Kranjska  – ki zajema skoraj vse slovensko govoreče področje (Slovenske dežele);
10. Slovaška;
11. Vojvodina  – ki pa zajema le srbski del južne Ogrske;
12. Ogrska -  ki pa zajema le z Madžari poseljeno področje stare Ogrske;
13. Sikulska dežela (madžarsko Székelyföld, nemško Szeklerland)- ki zajema z Madžari poseljeno področje Romunije;
14. Trentinsko;
15. Trst – ki zajema širše tržaško zaledje z italijansko Istro in italijansko Goriško.

Poleg tega naj bi bile v vseh nacionalnih državah priznane pravice narodnih manjšin, kar je bilo pomembno predvsem za Nemce. Na »Kranjskem« naj bi tako posebno zaščito uživalo področje, kjer so živeli Kočevarji.
Ozemlje Združenih držav Velike Avstrije naj bi bilo carinska unija, zvezna vlada naj bi bila sestavljena iz 42 predstavnikov po sledečih nacionalnih razmerjih: Nemška Avstrija: 7 predstavnikov; Ogrska: 7 predstavnikov; Češka: 5 predstavnikov; Sedmograška: 4 predstavniki; Hrvaška: 3 predstavniki; Vzhodna Galicija: 3 predstavniki; Zahodna Galicija: 3 predstavniki; Nemška Češka: 2 predstavnika; Slovaška: 2 predstavnika; Nemška Moravska. 1 predstavnik; Kranjska: 1 predstavnik; Vojvodina: 1 predstavnik; Tirolska: 1 predstavnik; Trst: 1 predstavnik; Sikulska dežela: 1 predstavnik.